# Referéndum sobre el cannabis en Nueva Zelanda de 2020
El referéndum sobre el cannabis en Nueva Zelanda fue un referéndum no vinculante celebrado el 17 de octubre de 2020, sobre si se debía legalizar la venta, uso, posesión y producción del cannabis. La votación se realizó junto con las elecciones generales de 2020 y el referéndum sobre la eutanasia. La propuesta fue rechazada por los neozelandeses con el 51.17% de los votos.

## Resultados
|  | 51.17 % |

|  | 48.83 % |

|  | 99.09 % |

|  | 0.91 % |

|  | 100 % |

|  | 82.24 % |

- Datos: Q43078940